# Nederlandse kampioenschappen schaatsen afstanden 2021 - 1000 meter mannen
De 1000 meter mannen op de Nederlandse kampioenschappen schaatsen afstanden 2021 werd gehouden op zondag 1 november 2020 in Thialf in Heerenveen. Titelverdediger was Thomas Krol, die een jaar eerder zijn eerste titel pakte. Hij prolongeerde zijn titel.

## Uitslag
| #      | Schaatser             | Tijd       |
| ------ | --------------------- | ---------- |
| Goud   | Thomas Krol           | 1.08,02    |
| Zilver | Kai Verbij            | 1.08,17    |
| Brons  | Kjeld Nuis            | 1.08,27    |
| 4      | Hein Otterspeer       | 1.08,41    |
| 5      | Wesly Dijs            | 1.08,67    |
| 6      | Dai Dai N'tab         | 1.09,11(0) |
| 7      | Lennart Velema        | 1.09,11(3) |
| 8      | Louis Hollaar         | 1.09,57 pr |
| 9      | Gijs Esders           | 1.10,06    |
| 10     | Serge Yoro            | 1.10,11    |
| 11     | Merijn Scheperkamp    | 1.10,17    |
| 12     | Joost Van Dobbenburgh | 1.10,24    |
| 13     | Tijmen Snel           | 1.10,37    |
| 14     | Jesper Hospes         | 1.10,56    |
| 15     | Tjerk De Boer         | 1.10,81    |
| 16     | Thomas Geerdinck      | 1.11,06    |
| 17     | Tom Kant              | 1.11,07    |
| 18     | Mika Van Essen        | 1.11,26    |
| NS     | Koen Verweij          | NS         |

1987 · 
1988 · 
1989 · 
1990 · 
1991 · 
1992 · 
1993 · 
1994 · 
1995 · 
1996 · 
1997 · 
1998 · 
1999 · 
2000 · 
2001 · 
2002 · 
2003 · 
2004 · 
2005 · 
2006 · 
2007 · 
2008 · 
2009 · 
2010 · 
2011 · 
2012 · 
2013 · 
2014 · 
2015 · 
2016 · 
2017 · 
2018 · 
2019 · 
2020 · 
2021 · 
2022 · 
2023 · 
2024 · 
2025